# Vernice

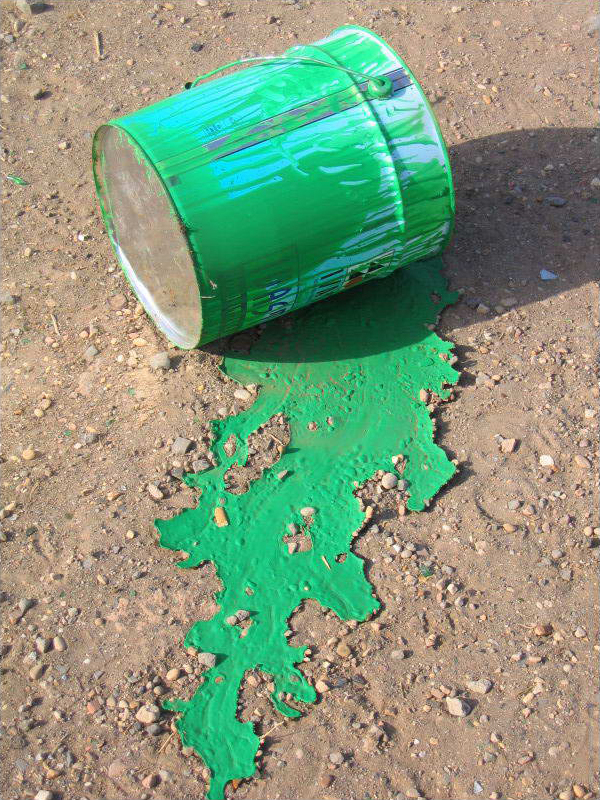
Secchio di vernice verde

La vernice è un materiale tipicamente fluido che viene steso sopra una superficie (es. una parete) a vari scopi, formando dopo l'essiccazione una pellicola sottile, resistente ed elastica. È denominata "pittura" o "smalto" se contiene pigmenti coloranti che la rendono opaca o lucida.

## Descrizione
Una vernice convenzionale è costituita da un componente filmogeno con caratteristiche adesive meglio denominato come "legante", da un solvente che lo rende fluido e infine, da un agente plastificante che ne migliora le caratteristiche elastiche una volta essiccata. Alcune vernici sono costituite da plastica/gomma liquida che una volta essiccata può essere anche rimossa in modo più agevole rispetto alla vernice tradizionale. Il processo di formazione della pellicola dipende essenzialmente dalla natura del componente filmogeno: oli siccativi (olio di lino cotto), resine naturali (copale), cellulosa e vari tipi di resine sintetiche (acriliche, viniliche, poliestere, fenoliche, epossidiche, poliuretaniche e alchidiche).
Le vernici convenzionali tendono a creare una pellicola non traspirante che con il tempo si fessura, si solleva a brandelli e si spella. In alternativa le vernici tradizionali dei secoli passati e quelle prodotte oggigiorno che vengono chiamate naturali o bioedili, svolgono un'azione coesiva con il supporto, integrandosi con esso e subiscono un processo di invecchiamento cosiddetto nobile, consumandosi lentamente senza spellarsi, dando l'opportunità di una manutenzione più semplice. I leganti più conosciuti di una vernice naturale sono la calce, il latte, l'uovo, l'olio di lino cotto, la cera d'api, le resine vegetali. La resistenza di una vernice naturale è enorme, soprattutto quando il supporto è affine: ad esempio si può parlare di millenni per la durata della classica tecnica ad affresco con acqua o latte e terre coloranti su un intonaco di pura calce.

## Lucentezza
Il colore può essere riprodotto con diversi livelli di lucentezza, che influisce sulla percezione del colore e sulle sue caratteristiche.
Generalmente vengono raggruppati in quattro macro-categorie:
- Opaco, hanno bassi livelli di lucentezza o non l'hanno affatto, come i colori pastello
- Semiopaco o semilucido, hanno medio-bassi livelli di lucentezza, la quale può risultare morbida
- lucido, caratterizzati da alti livelli di lucentezza, per via di questa caratteristica possono sottolineare alcune mancanze o difetti delle superfici.
- Satinato, sono i colori dall'aspetto estremamente lucido, splendente, quasi come vetro, avendo la caratteristica di riflettere molta luce nello spazio, rendono molto evidente anche ogni imperfezione sulle superfici, inoltre risulta più difficoltoso applicare altri strati di colore.

La definizione dei vari livelli di lucentezza non sono standardizzati, questo può comportare che il colore satinato di un produttore può corrispondere ad n colore semilucido di un altro produttore.
Inoltre possono essere utilizzate anche altre denominazioni, quali: velluto (velvet) e guscio (eggshell) per i colori un po' più lucidi delle nuance opache (sfumatura o variazioni di colori opachi), e perla (pearl) per le nuance di alta lucentezza.

## Uso e storia

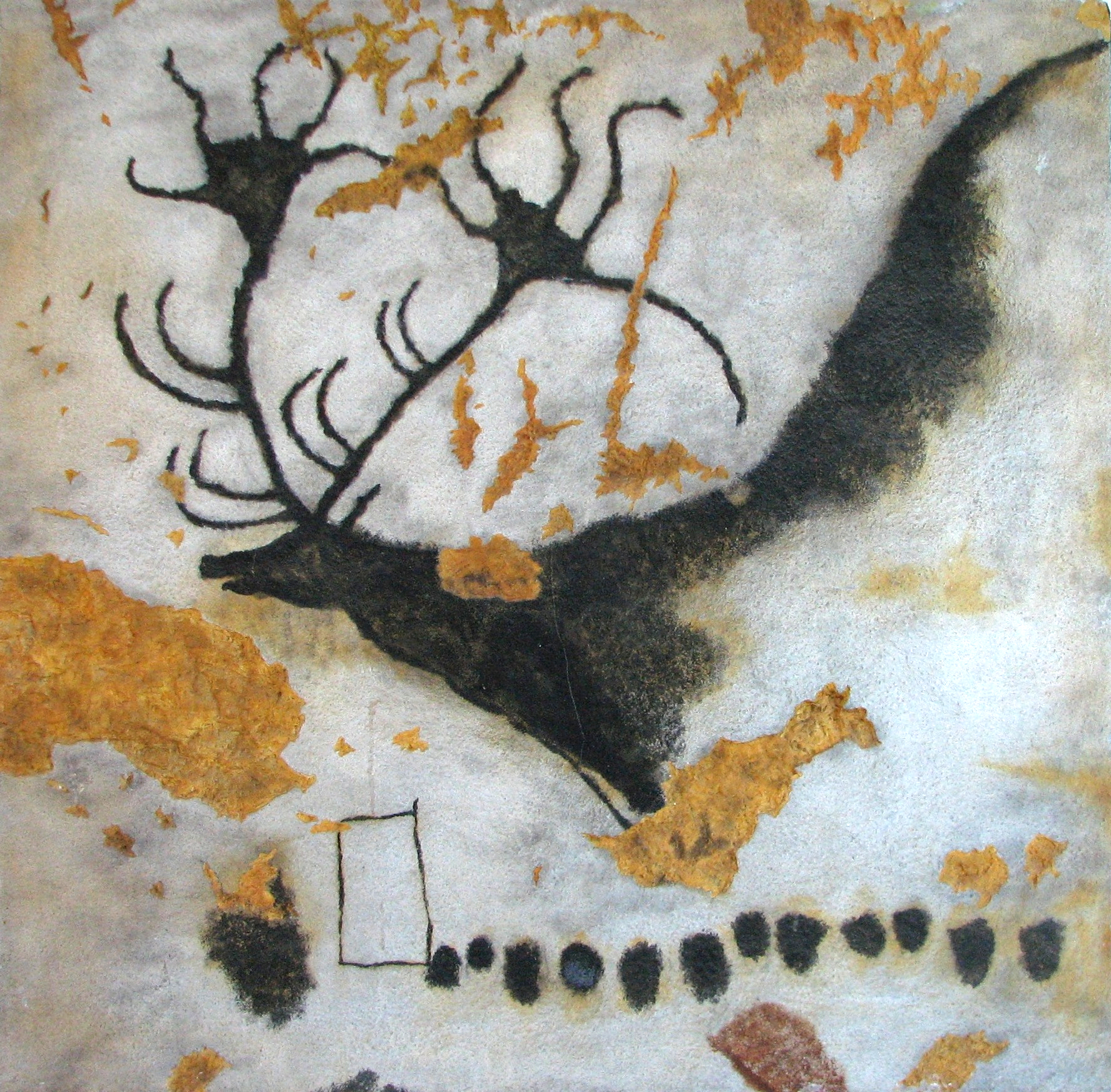
Una pittura rupestre a carboncino e ocra di Megaloceros da Lascaux, Francia

Sono i prodotti chimici usati principalmente per la protezione e anche per la bellezza esteriore fra i più antichi al mondo. La composizione delle prime vernici era assolutamente semplice. Una resina, perlopiù sandracca, un olio. Il termine vernice deriva dal tardi latini "veronice" che a sua volta deriva dal greco "berenike" che si riferisce ad una città sul mar Rosso fondata da Tolomeo IV. A nord di tale città si estraeva la sandracca, resina dalla quale si ricavava la vernice. In greco con tale termine si intendeva sia tale resina, sia la vernice.
La pittura è stata una delle prime arti dell'umanità. Alcune pitture rupestri disegnate con ocra rossa o gialla, ematite, ossido di manganese e carbone potrebbero essere state realizzate dai primi Homo sapiens già 40.000 anni fa. La vernice potrebbe essere anche più vecchia. Nel 2003 e nel 2004, gli archeologi sudafricani hanno riportato i ritrovamenti nella grotta di Blombos di una miscela a base di ocra prodotta dall'uomo di 100.000 anni fa che potrebbe essere usata come vernice. Ulteriori scavi nella stessa grotta hanno portato alla relazione del 2011 di un kit completo di strumenti per macinare i pigmenti e creare una sostanza primitiva simile alla vernice.
È stato scoperto che le pareti interne del Ness of Brodgar, risalente a 5.000 anni fa, incorporavano singole pietre dipinte in giallo, rosso e arancio, utilizzando pigmento ocra a base di ematite mescolato con grasso animale, latte o uova.
Le antiche mura colorate di Dendera, in Egitto, che sono state esposte per anni alle intemperie, possiedono ancora il loro colore brillante, vivido come quando furono dipinte circa 2000 anni fa. Gli egizi mescolavano i loro colori con una sostanza gommosa e li applicavano separatamente l'uno dall'altro senza alcuna miscelazione. Sembra che abbiano usato sei colori: bianco, nero, blu, rosso, giallo e verde. Usavano il minio per il rosso, generalmente di una sfumatura scura.
I più antichi dipinti ad olio conosciuti sono murales buddisti creati intorno al 650 d.C. Le opere si trovano in stanze simili a grotte scavate nelle scogliere della valle di Bamiyan in Afghanistan, "usando oli di noce e semi di papavero". Plinio il Vecchio cita alcuni soffitti dipinti ai suoi giorni nella città di Ardea, che erano stati realizzati prima della fondazione di Roma. Espresse grande sorpresa e ammirazione per la loro freschezza, dopo tanti secoli trascorsi.
Nel XIII secolo, l'olio era usato per dettagliare i dipinti a tempera. Nel XIV secolo Cennino Cennini descrisse una tecnica pittorica che utilizzava la pittura a tempera ricoperta da leggeri strati di olio. Le proprietà a lenta essiccazione degli oli organici erano comunemente note ai primi pittori europei. Tuttavia, la difficoltà nell'acquisizione e nella lavorazione dei materiali ha fatto sì che venissero usati raramente (infatti la lenta essiccazione era vista come uno svantaggi). La pittura veniva fatta con il tuorlo d'uovo e quindi la sostanza si induriva e aderiva alla superficie su cui veniva applicata. Il pigmento era composto da piante, sabbia e terreni vari. La maggior parte delle vernici utilizzava olio o acqua come base.
Antonello da Messina sembra aver migliorato la formula aggiungendo litarga, o ossido di piombo. Un esempio ancora esistente di pittura a olio domestica del XVII secolo è Ham House nel Surrey, in Inghilterra, dove è stato utilizzato un primer insieme a diversi fondi; la miscela di pigmento e olio sarebbe stata macinata in una pasta con un mortaio e un pestello. Il processo veniva eseguito a mano dai pittori, che venivano esposti all'avvelenamento da piombo.
Nel 1718 Marshall Smith inventò una "macchina o motore per la rettifica dei colori" in Inghilterra. Non si sa esattamente come funzionasse, ma era un dispositivo che aumentava notevolmente l'efficienza della macinazione dei pigmenti. Ben presto, un'azienda chiamata Emerton and Manby pubblicizzò vernici a un prezzo eccezionalmente basso create con una particolare tecnologia per risparmiare manodopera.
Con l'inizio della rivoluzione industriale, a metà del XVIII secolo, la vernice veniva macinata in mulini a vapore e un'alternativa ai pigmenti a base di piombo era stata trovata in un derivato bianco dell'ossido di zinco. La pittura degli interni delle case divenne sempre più la norma con il progredire del XIX secolo, sia per motivi decorativi sia perché la pittura era efficace nell'impedire alle pareti di marcire a causa dell'umidità. L'olio di lino è stato anche sempre più utilizzato come legante, poiché era poco costoso.
Nel 1866 Sherwin-Williams negli Stati Uniti aprì come un grande produttore di vernici e introdusse alcune innovazioni in tale campo. Nel 1875 infatti iniziò a vendere vernici premiscelate. In precedenza, i consumatori acquistavano ingredienti per vernici che loro stessi avrebbero mescolato. Negli anni '40 introdusse Kem-Tone, una vernice per interni a base d'acqua ad asciugatura rapida.
Fu solo quando l'inizio della seconda guerra mondiale creò una carenza di olio di lino nel mercato di approvvigionamento che furono inventate le resine artificiali o alchidi. Economici e facili da realizzare, tennero bene il colore e durarono a lungo.
Nel 2016 la prima vernice registrata come microbicida presso l'Agenzia per la protezione ambientale degli Stati Uniti è stata introdotta sul mercato da Sherwin-Williams.
Nel 2021 un gruppo di ingegneri della Purdue University ha creato la vernice più bianca mai realizzata. Essa riflette il 98% della luce solare e irradia il calore a infrarossi nello spazio, mantenendo le superfici più fresche, riducendo il consumo di energia per l'aria condizionata.
Nello stesso anno è iniziata la produzione di vernici che possono assorbire alcuni agenti inquinanti contribuendo a purificare l’aria, come la vernice Airlite, ideata dalla startup italiana Advanced Materials.

## Industria italiana
L'industria italiana delle vernici è particolarmente evoluta e competitiva, con tassi di investimento nella ricerca fra i più alti nel settore industriale e con leadership mondiali. Per prima ha utilizzato le nanotecnologie per nuovi tipi di vernici per legno particolarmente resistenti e ha brevettato le Polialliliche, vernici poliesteri prive di stirene. Indirettamente anche il settore delle aziende che producono impianti completi di verniciatura, ad esempio per il comparto automobilistico, è in Italia molto sviluppato.

## Vernice per veicoli

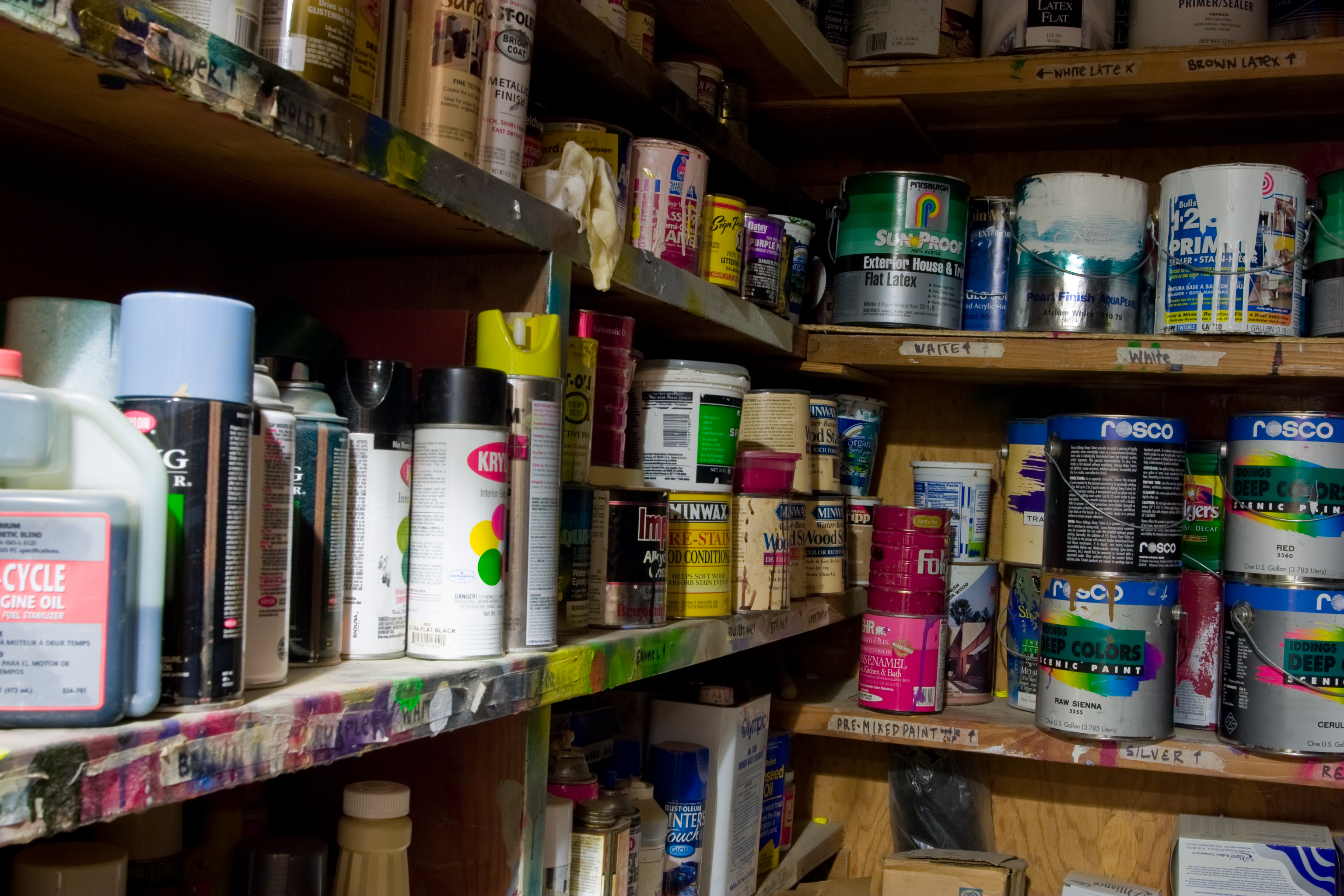
Una collezione di barattoli di vernice e varianti

Parlando di vernice per autoveicoli è possibile fare 4 differenti distinzioni:
- Per immersione[57], vernici liquide applicate per immersione della scocca in un bagno (cataforesi)
- Applicazioni spray[58], vernici liquide applicate a spray tramite dei robot, o aerografo.
  - Al giorno d'oggi, le industrie automobilistiche utilizzano vernici in polvere che aderiscono alla carrozzeria elettrostaticamente. Successivamente la carrozzeria viene cotta in forno causando la fusione della polvere. Questo sistema riduce al minimo lo spreco di vernice, le permette di raggiungere tutte le parti della carrozzeria e non immette solventi nell'ambiente.
  - In carrozzeria si utilizza l'aerografo[59] con il quale si spruzza vernice liquida. Spesso la vernice di finitura è composta da due parti: la prima dà il colore e l'effetto (ad esempio metallizzato o perlato). La seconda parte è trasparente, lucida e resistente agli agenti atmosferici e chimici come la benzina, di solito è bicomponente e viene fatta essiccare intorno ai 50-60 °C. Questi tipi di vernice, per anni e ancora oggi sono prodotte su base solvente. I carrozzieri, per legge, hanno specifici limiti di vernice utilizzabile perché questa immette nell'ambiente grosse quantità di solventi. Negli ultimi anni, invece, sono entrate in carrozzeria vernici su base acqua che abbattono l'inquinamento ma che hanno costi più alti. Molte carrozzerie utilizzano ancora vernici a base di solventi.

### Vernice a bagno
Il primo passo per la verniciatura industriale delle scocche nel settore automotive avviene immergendo la scocca in un bagno di fosfatazione in cui, per un processo chimico si creano dei cristalli fosfatici che hanno il compito di favorire il successivo processo di cataforesi. La cataforesi è un processo chimico fisico tramite il quale, attraverso un passaggio di corrente tra un anodo e un catodo, la vernice diluita in H2O si lega ai cristalli fosfatici formati in precedenza. Questa vernice ha come principale scopo l'anticorrosione; dopo una cottura per circa 40 minuti in un forno a 180 °C la scocca è pronta per la vernice spray.

### Vernice spray
La verniciatura spray o anche detta con aerografo è composta da varie fasi. La prima fase è detta fondo, primer o aggrappante che può essere trasparente o colorato e serve a preparare la superficie da verniciare. Il fondo o primer serve a omogeneizzare la superficie da verniciare rendendola meno rugosa, facilitando così l'aggrappamento e la distensione del colore o smalto. La seconda fase viene fatta con il colore o smalto che può essere di vari tipi (monocomponente o bicomponente): esso viene spruzzato sopra al fondo e, in genere, vengono date da un minimo di 2 mani fino a coprire il colore sottostante originale del pezzo da verniciare. La terza fase è il lucido, anche detto trasparente: esso deve essere spruzzato con ugelli dell'aerografo molto fini per avere una migliore finitura, di solito si passano 2 mani. In questo tipo di verniciatura bisogna stare attenti alla temperatura e all'umidità dell'ambiente, perché potrebbero variare la finitura finale rendendola opaca.

## Vernice per il legno
L'industria italiana della vernice per il legno è leader a livello mondiale. Questo segmento di mercato fa parte della filiera delle industrie del mobile e del serramento in legno, entrambe molto quotate su scala internazionale. Le vernici per il legno si dividono in due macro categorie: quelle per manufatti esposti in ambiente interno e quelle per manufatti esposti in esterno. In entrambi i casi, esistono i formulati a base acqua (con minori emissioni di COV, composti organici volatili, in atmosfera) e a base solvente (nitro, sintetiche, poliuretaniche e poliesteri). Una speciale categoria di vernici per il legno è quella delle vernici ignifughe di reazione e resistenza al fuoco.

## Vernice perlata
Queste vernici sono caratterizzate da un colore di base, a cui viene applicata una vernice cangiante (che conferisce i riflessi perlati) prima della vernice/resina trasparente di protezione; questo permette d'ottenere dei riflessi di colore diverso dal colore base, creando una sfumatura dal colore di base cambiando l'angolo di visione del soggetto.

## Pericoli
I composti organici volatili (VOC) presenti nelle vernici sono considerati dannosi per l'ambiente e soprattutto per le persone che vi lavorano regolarmente. L'esposizione ai COV è stata correlata alla sindrome da solvente organico, sebbene questa relazione sia stata alquanto controversa. Il controverso solvente 2-butossietanolo viene utilizzato anche nella produzione di vernici. Giurisdizioni come Canada, Cina, UE, India, Stati Uniti e Corea del Sud hanno regolamenti per limitare l'uso di COV nei prodotti di consumo come le vernici.
Negli Stati Uniti le normative ambientali, la domanda dei consumatori e i progressi tecnologici hanno portato allo sviluppo di vernici e finiture a basso contenuto di COV e zero COV. Queste nuove vernici sono ampiamente disponibili e soddisfano o superano i vecchi prodotti ad alto contenuto di COV in termini di prestazioni ed economicità, pur avendo un impatto significativamente minore sulla salute umana e ambientale.
Un policlorobifenile (PCB) è stato segnalato nel 2009 in campioni d'aria raccolti a Chicago, Filadelfia, nell'Artico e in diversi siti intorno ai Grandi Laghi. Il PCB è un inquinante globale ed è stato misurato negli effluenti delle acque reflue dalla produzione di vernici. L'ampia distribuzione di PCB suggerisce la volatilizzazione di questo composto da superfici, tetti, ecc. Il PCB è presente nei beni di consumo inclusi giornali, riviste e scatole di cartone, che di solito contengono pigmenti colorati. Pertanto, esiste un'ipotesi che i congeneri di PCB siano presenti come sottoprodotto in alcuni pigmenti commerciali.
Un altro possibile danno per l'ambiente può essere causato dalla dispersione dei packaging dei detergenti nell'ambiente.

## Galleria d'immagini

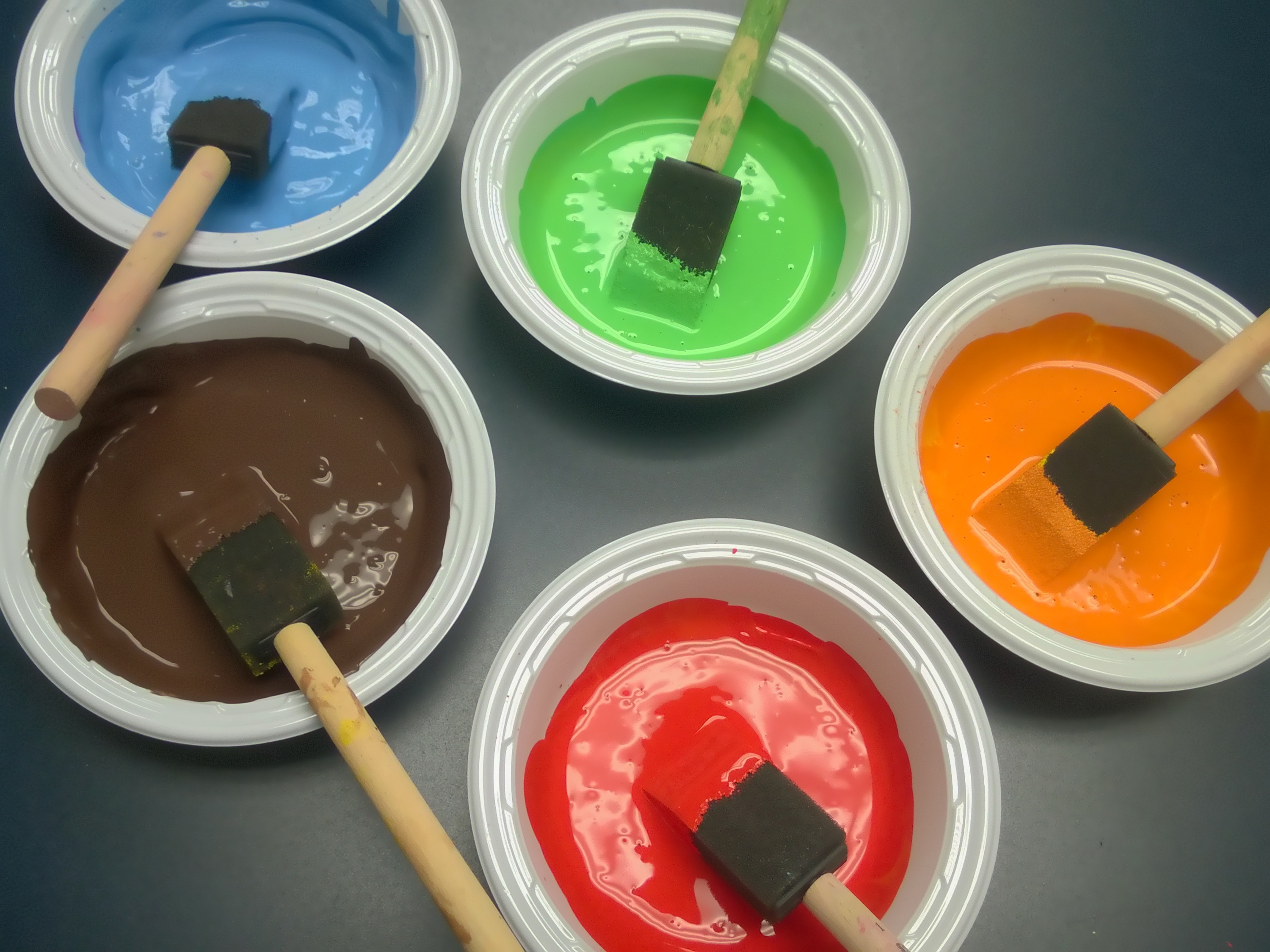
Colori assortiti a tempera.
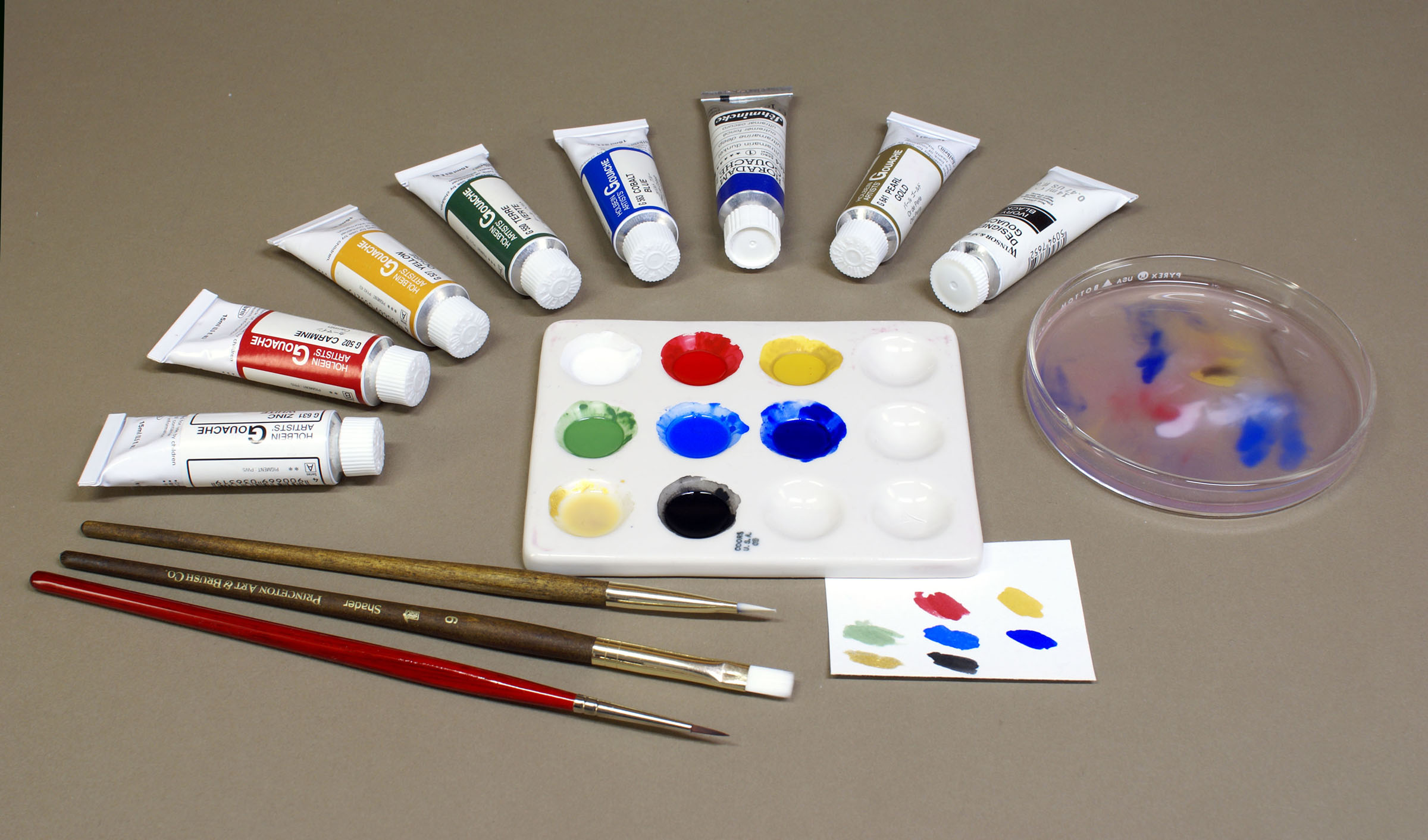
Colori assortiti a guazzo.
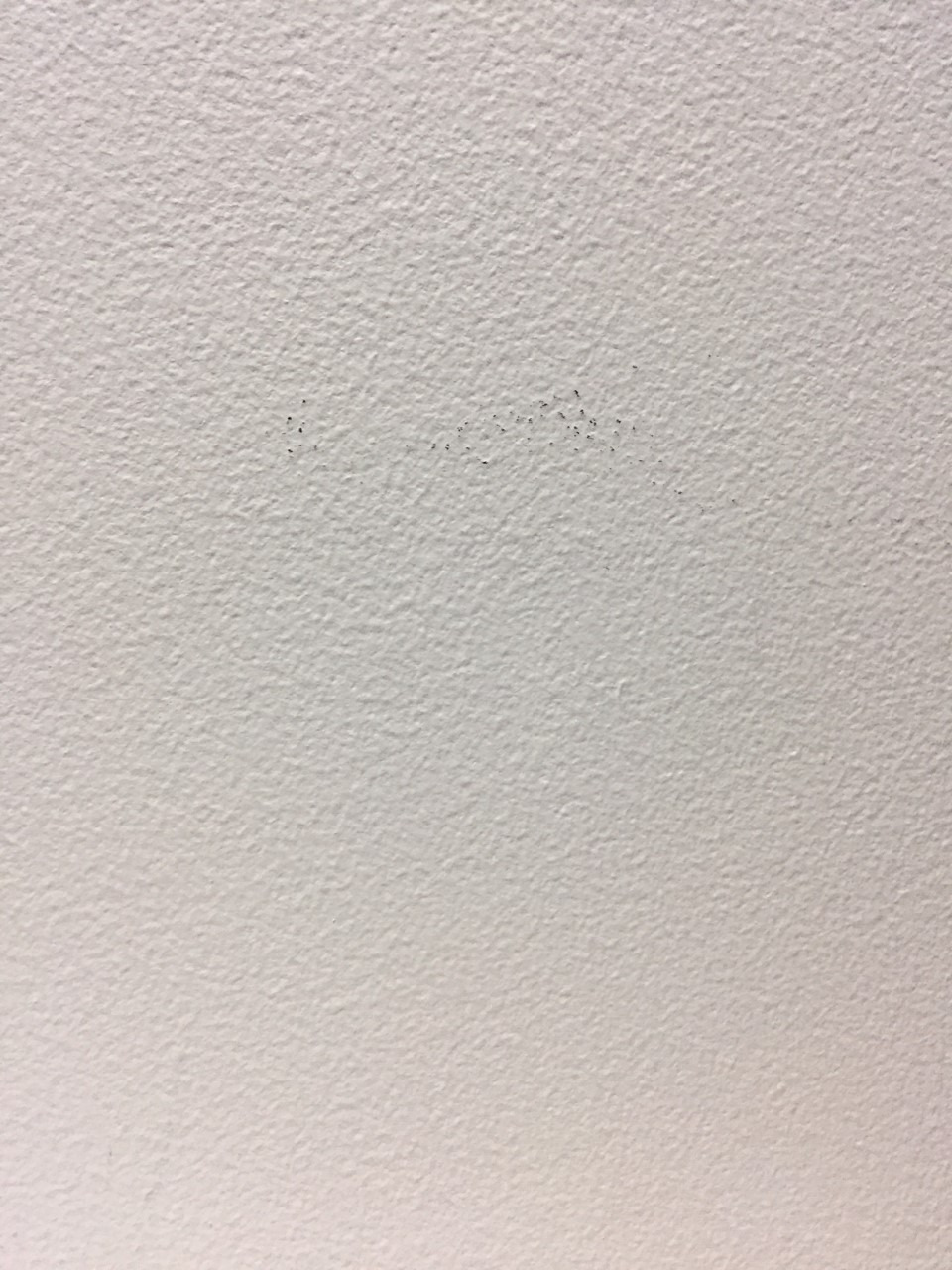
Vernice bianca su un muro
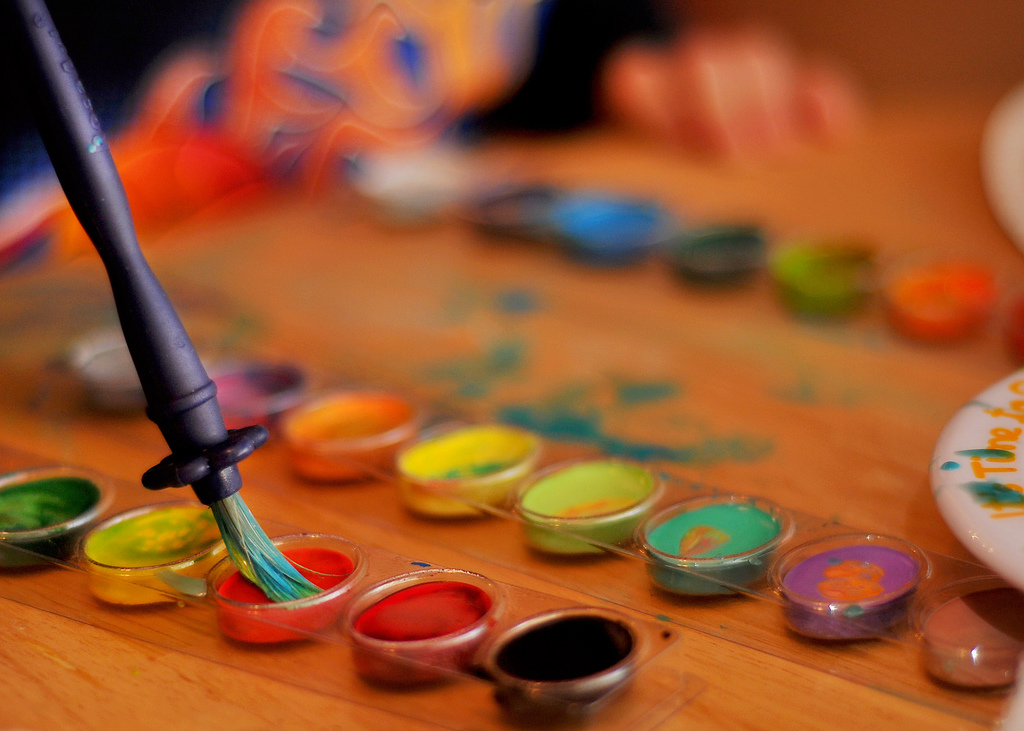
Acquerelli applicati con un pennello